# Хедман, Магнус
Магнус Хедман (швед. Magnus Hedman; род. 19 марта 1973, Худдинге, лен Стокгольм) — шведский футбольный вратарь, в настоящее время завершивший карьеру игрока. Сыграл 58 матчей за национальную сборную Швеции. Представлял свою страну на двух Чемпионатах мира и двух Чемпионатах Европы.

## Карьера
Выступал за шотландский клуб «Селтик» вместе с соотечественниками Юханом Мьельбю и Хенриком Ларссоном. В финале Кубка УЕФА 2002/2003 остался в запасе. Играл в матчах группового этапа Лиги чемпионов сезонов 2003/04 и 2004/05.
Был включён в заявку на чемпионат мира 1994 в качестве третьего вратаря. Дебютировал в сборной 2 февраля 1997 года в товарищеском матче со сборной Румынии. В отборочном турнире чемпионата Европы 2000 пропустил лишь один гол в восьми матчах. На Евро-2000 был основным вратарём, пропустил четыре гола в трёх играх. На чемпионате мира 2002 также был основным вратарём, в четырёх матчах пропустил пять мячей. На Евро-2004 считался вторым вратарём и не выходил на поле. Последний матч за сборную провёл 17 ноября 2004 года, это был товарищеский матч со сборной Шотландии.
Завершил карьеру в конце сезона 2006/07 из-за проблем со здоровьем и ранее полученных серьёзных травм.

## Достижения
- Бронзовый призёр чемпионата мира: 1994
- Чемпион Швеции: 1992
- Двукратный обладатель Кубка Швеции: 1995/96, 1996/97
- Чемпион Шотландии: 2003/04

## Личная жизнь
Женат на шведской модели и певице Магдалене Грааф, имеет трёх сыновей. В январе 2011 года Хедман был оштрафован на 360 долларов за нарушение закона страны, который запрещает входить в интимную связь с проститутками, однако сам футболист утверждает, что он с девушкой занимался сексом, но денег ей не платил.